# Korowa Skała

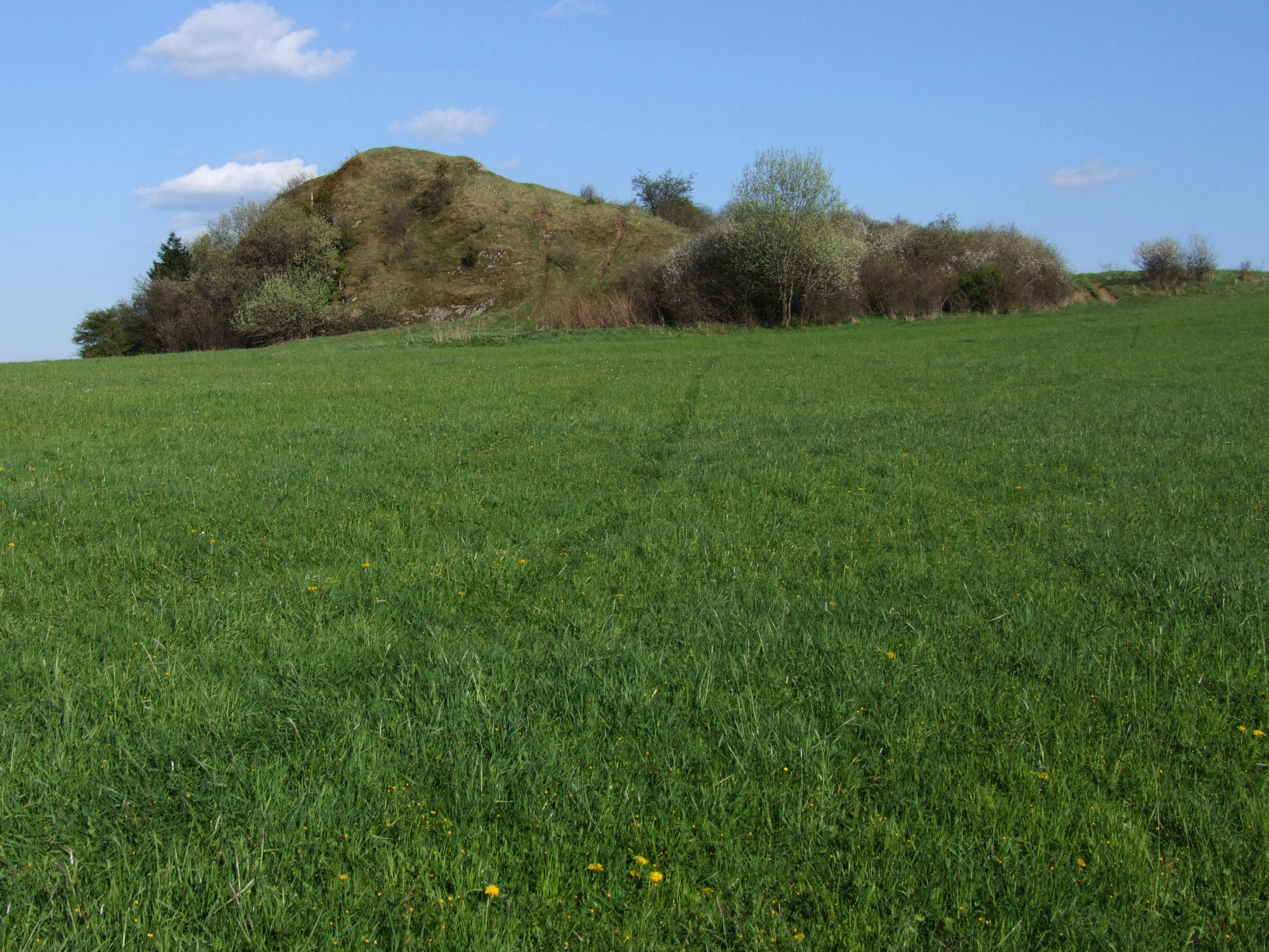
Korowa Skała od zachodniej strony

Korowa Skała – jedna z Dursztyńskich Skałek w Pieninach Spiskich. Znajduje się w zachodniej grupie tych skałek, na rozległych łąkach pomiędzy Kiźlinkowym Potokiem a Średnim Potoczkiem. Jej wierzchołek wznosi się na wysokość 657 m n.p.m. (inne źródła podają 675 m). Jej wysokość względna nad otaczającym terenem wynosi kilkanaście metrów. Po jej zachodniej stronie ciągnie się jeszcze aż do Kramnicy pas złożony z kilku Kwaśnembrowych Skałek (Faśnymbrowych Skałek), po północno-wschodniej stronie na stoku opadającym do Dursztyńskiego Potoku znajduje się kilka Krzysztofkowych Skałek. Korowa Skała jest ostańcem częściowo zarośniętym krzewiastymi zaroślami, częściowo jest trawiasta, a częściowo skalista. Od innych pobliskich skał odróżnia ją czerwony kolor, który zawdzięcza marglom. Skałę i murawy porasta roślinność wapieniolubna. Zbudowana jest ze skał osadowych: czerwonych wapieni bulastych, czerwonych wapieni krynoidowych, białych i czerwonych wapieni kalpionellowych.
Nie prowadzi obok niej żaden znakowany szlak turystyczny. Można jednak dojść do niej od Dursztyńskiego Potoku drogą polną, która zanika przy Korowej Skale. Dalej wzdłuż Faśnymbrowych Skałek prowadzi wyraźna ścieżka. Z Korowej Skały rozciągają się rozległe widoki na Pieniński Pas Skałkowy od Raniszberga na Podhalu po Czerwoną Skałę, a także na Gorce, Kotlinę Nowotarską i wierzchołki Tatr.
Korowa Skała znajduje się na granicy wsi Krempachy i Łapsze Niżne w województwie małopolskim, w powiecie nowotarskim.